# 桃叶石楠
桃叶石楠（学名：Photinia prunifolia）是蔷薇科石楠属的植物。分布于日本、越南以及中国大陆的浙江、云南、贵州、江西、广东、广西、福建、湖南等地，生长于海拔900米至1,100米的地区，见于疏林中，目前尚未由人工引种栽培。

## 别名
石斑木（广东土名）

## 异名
- Photinia prunifolia (Hook. et Arn.) Lindl. var. denticulata Yu